# José Maria da Silva Paranhos den äldre
José Maria da Silva Paranhos, greve av Rio Branco, född 16 mars 1819 i Salvador, död 1 november 1880 i Rio de Janeiro, var en brasiliansk politiker, diplomat, lärare och journalist. Han adlades av kejsaren Pedro II 1869 för sitt fredsarbete i kriget mot Paraguay. Han fick då titeln greve av Rio Branco och anses vara Brasiliens störste statsman.

## Biografi

### Bakgrund och utbildning
José da Silva Paranhos, född i Salvador i delstaten Bahia, var son till en portugisisk skeppsredare, Agostinho da Silva Paranhos och hans hustru Josefa Emerenciana Barreiros. När prins Pedro utropade Brasiliens självständighet 1822, förlorade föräldrarna sin förmögenhet. Detta påverkade sonens uppväxt och utbildning. José da Silva började skolan 1825. Efter grundutbildning studerade han språk, historia, filosofi och naturvetenskap. 1836 blev han föräldralös och kom till det nya hovet i Rio de Janeiro där han fick en marin utbildning och blev sjökadett efter fem år. Därefter följde några år vid arméns militärskola.
José da Silva Paranhos gifte sig 1842 med Teresa de Figueiredo Faria, född i Rio de Janeiro och bror till en av hans vänner. 
År 1849 blev José da Silva lärare på den kejserliga akademin för marinsoldater Han blev därefter politiker och senare lärare på Civilingenjörsskolan tills han gick i pension 1877.

### Politiskt arbete
År 1845 blev han invald i delstaten Rio de Janeiros parlament för det Liberala partiet. Efter några år övergick Paranhos till det konservativa partiet som styrdes av markisen av Paraná. Här gjorde han karriär och blev partisekreterare. 
År 1861 blev Paranhos finansminister i hertig Caxias regering. När kriget i Uruguay bröt ut skickades han till Uruguay och lyckades med diplomati få slut på kriget.
Två senare bröt det ut krig i Paraguay och huvudstaden Asunción ockuperades. Paranhos reste dit den 1 februari för att medla mellan två konkurrerande partier. Han tog med sin äldste son José Maria da Silva Paranhos den yngre som sin sekreterare. De fick slut på kriget men far och son kom senare i konflikt med varandra. Orsaken var att José junior träffat en belgisk skådespelare, Marie Philomène Stevens och fick flera barn och levde med henne utan att vara gifta.
Mellan 1871 och 1875 var han statsminister i en period av ekonomisk utveckling. Rio Branco-lagen stiftades, vilket innebar att barn till slavkvinnor blev fria. Han beslutade också i tvisten mellan katolska kyrkan och frimurarna.

### Övriga uppdrag
Paranhos var ledamot av flera sällskap och akademier. Bland andra:
- Stormästare i Brasiliens frimurareorden
- Innehavare av stol nr 40 i Academia Brasileira de Letras (Brasilianska litterära akademien)

### Senare år
Efter sin pensionering gjorde Paranhos en resa till Europa. Han blev mycket hyllad då han återvände till Rio de Janeiro.